# Bartolomé Leal
Bartolomé Leal (25 de noviembre de 1946) es un escritor chileno de novela policial y negra. Ha ejercido la crítica de cine, cerveza, narrativa de ficción, relatos de viajes, libros de memorias, arte africano y arte precolombino. Columnista de periódicos, revistas y sitios web en Bolivia y Chile.
En Ramona, suplemento cultural dominical del diario Opinión de Cochabamba, ha escrito más de dos centenares de textos en sus columnas “Cuentos & Cuentistas”, “Memorialistas & Viajeros” y “Feria Libre”. También es colaborador del blog literario Ecdótica, donde ha animado la columna “El Cuento del Mes”.
Miembro de la Sociedad de Escritores de Chile (SECH) y del colectivo Letras de Chile.
Bartolomé Leal es un seudónimo. Nació en Santiago de Chile como José Enrique Leal Rodríguez y estudió en un colegio católico, de donde egresó como Bachiller en Matemáticas en 1963. Hizo luego estudios de ingeniería en la Universidad de Chile (1964-1969), recibiendo el título de Ingeniero Civil Industrial. Tiene un Diploma de Estudios Superiores Especializados (DESS) en Economía del Desarrollo en la Universidad de París, Panthéon-Sorbonne (1977-1978).
Ha trabajado para las Naciones Unidas y para diversos organismos internacionales y nacionales como experto en temas ambientales. Es autor de estudios sobre Evaluación del Impacto Ambiental, Desarrollo Sostenible y Economía Ambiental.
Ha residido en Francia, España, Kenia, Bolivia, Kosovo, Panamá, México y ha hecho innumerables viajes por América Latina, el Caribe (Haití), Asia y Europa.
Es padre de tres hijos: Rodrigo (1984), técnico en sonido, informático y bajista de rock; Constanza (1986), médico-cirujano especializada en fisiatría; y Susana (1991), maestra de Kundalini-Yoga, cantante, intérprete de armonio y profesora de canto (mantras), con estudios en India (Amritsar) y Suiza (Basilea).

## Obras
• Linchamiento de negro (novela, Linterna Mágica, Santiago 1994). Traducción al inglés como The Lynching of Moses Orieyo. A roman noir set in Kenya, 2012. Traducido por Ian Malcolm Scott y Andrea Matte-Baker.
• Morir en La Paz (novela, Umbriel, Barcelona, España 2003). Traducción al alemán como Tod in La Paz, Krimi & Co, Köln, Alemania, 2010. Reediciones en Bolivia (Nuevo Milenio, 2012) y Chile (Espora, 2017)
• En el Cusco el Rey (novela, Nuevo Milenio, Cochabamba, Bolivia 2007). Reedición en Santiago (Espora 2013)
• El caso del rinoceronte deprimido (novela corta, Nuevo Milenio, Cochabamba 2009)
• Pequeñas muertes negras (cuentos, Mosquito Editores, Santiago 2009)
• Pretty Madonna, lloramos por ti (cuento de Navidad, Nuevo Milenio, Cochabamba 2009). E-Book
• Muerte de un escritor (novela corta, Mandrágora Cartonera, Cochabamba 2010)

• Memorias de un asesino en serie (folletín, Revista Ramona, Cochabamba 2012)
• Historias del muñeco vudú (cuentos, Ediciones Planeta Sostenible, Santiago 2013)
• El arte de la parábola (micro-relatos, Plazadeletras, Santiago 2014)
• El hombre nuevo (novela, Tambo Quemado, Santiago 2015)
• Blanca de negro (novela, Espora, Santiago 2015)
• El martirio del reverendo (Nube Negra, Granada, España 2016). Reedición Rhinoceros Ediciones, 2023
• Trazas negras. Conversaciones sobre novela negra y policial en Chile (entrevistas, Plazadeletras, Santiago 2018)
• Memorias de un asesino en serie (novela, Plazadeletras, Santiago 2018)
• Femicidios a la carta (novela, Espora Ediciones colección LA OTRA OSCURIDAD, 2020). Traducido al francés como Féminicides à la carte. Traducido por Meyriu Anuvadak, Rhinoceros  Editions, 2023
• La venganza del aparapita (novela, Editorial Nuevo Milenio, Cochabamba, Bolivia, 2020)
• El escriba de San Blas (novela, Almandino Editores, Juliaca, Perú, 2022)
• La epopeya de los encapuchados. Fábulas del estallido social y la pandemia (Espora/Rhinoceros, LOO, 2023).  Traducido al francés como L’épopée des encagoulés. Fables du soulèvement social et de la pandémie. Traducido por Nadine Dejong, Rhinoceros  Editiions, 2023
• Los tumores asesinos (novela, PAN Editorial, Santiago, 2024)
• Tránsitos andinos (novela, Nuevo Milenio Editorial, Cochabamba, Bolivia, 2024)
•  Alienígenas atacan Papudo (novela, Rhinoceros Ediciones, Santiago, 2025)
•  Misterios de Quito. Pesquisas detectivescas de Fray Hugo de Guajardo, monje franciscano (relatos, Rhinoceros Ediciones, Santiago, 2025)
•  Sombras en La cresta. Un thriller panameño (novela, Rhinoceros Ediciones, Santiago, 2025). Con el pseudónimo Wilberio Mardones

## Obras en colaboración (como Mauro Yberra)
• La que murió en Papudo (novela, Santiago 1993)
• ¡Mataron al Don Juan de Cachagua! (novela, Santiago 1999)
• Ahumada Blues. El caso de Cynthia Muraña (novela, Santiago 2002)
• Ángeles en el Kosovo (novela, Santiago 2014)
• Trinidad Negra (cuentos, Santiago 2016)

## Los detectives/investigadores del autor

### Los hermanos franco-chilenos Juan y Jorge Menie en:
• La que murió en Papudo (1993)
• ¡Mataron al Don Juan de Cachagua! (1999)
• Ahumada Blues. El caso de Cynthia Muraña (2002)
• Ángeles en el Kosovo (2014)
• Trinidad Negra (cuentos, 2016)

### El keniano Timotheus (Tim) Tutts en:
• Linchamiento de negro (1994)
• El caso del rinoceronte deprimido (2009)
• “Muerte de un escritor” (cuento, 2009)
•  “Un askari en mi patio” (cuento, 2009)
• Blanca de negro (2015)
• El martirio del reverendo (2016)

### El boliviano Isidoro Melgarejo Daza en:
• Morir en La Paz (2003)
• La venganza del aparapita (2020)

### El peruano José Leal Cocharcas en:
• En el Cusco el Rey (2007)
• “King Jesus” (cuento, 2013)
• “El signo de Jain” (cuento, 2015)
• El escriba de San Blas (2022)

### El detective yogui Hari Premsingh en:
- Los tumores asesinos

### El detective interestelar Rory Kokos en:
- Alienígenas atacan Papudo

### El monje franciscano Hugo de Guajardo (siglo XVIII) en:
- Misterios de Quito

## Cuentos de Bartolomé Leal en antologías
• Crímenes Criollos (Mosquito Editores, Santiago 1994), selección de Ramón Díaz Eterovic
• Letras Rojas (LOM, Santiago 2009), selección de Ramón Díaz Eterovic
• Revista A Tiro Limpio (Santiago Negro, Santiago 2009)
• El crimen tiene quien le escriba. Cuentos negros y policíacos latinoamericanos (LOM, Santiago 2016), selección de Ramón Díaz Eterovic.
• Territorio Negro II: Cuentos bajo sospecha (Babel Editorial, Córdoba, Argentina 2016)
• Santiago Canalla (16 cuentos de autores chilenos contemporáneos, Espora/Rhinoceros, Santiago 2019)
• Microcuento Fantástico Chileno (Simplemente Editores, Santiago 2019), compilación de Diego Muñoz Valenzuela.
• Quiero la cabeza de Joseph Conrad. Cuentos de conspiraciones y espionaje, Editorial Pan, Santiago, 2023, selección de Ignacio Fritz y Pablo Rumel.
• Martes negro (Editorial Espora, Santiago, 2023)

## Antologías
• Cuentos para 1 año (Nuevo Milenio, Cochabamba 2011)
• Cuentos para 1 año 2 - género policial (Nuevo Milenio, Cochabamba 2013)
• Cuentos para 1 año 3 - clásicos de la ciencia-ficción (Nuevo Milenio, Cochabamba 2016)
• 10 cuentos negros de autores chilenos (Nuevo Milenio, Cochabamba 2015)

## Traducciones
• George Orwell, De hombres y bestias (relatos, Planeta Sostenible, Santiago 2016)
• Ngugi wa Thiong'o: Njamba Nene y el autobús volador (novela juvenil, Planeta Sostenible, Santiago 2020)

## Ediciones
• Dorette Uziel Corry, La littérature féminine en France (ensayo, Rhinoceros, Santiago 2015)
• Director de la colección de novela negra breve La Otra Oscuridad, Espora/Rhinoceros Ediciones, desde 2020 
• Director de la revista online Trazas Negras, delibros.cl desde 2020 
• Director de la colección de novela negra La Orilla Oscura, Editorial PAN, desde 2024 

## Jurado
Miembro del jurado del concurso nacional de cuentos "Adela Zamudio", versión 2012, Cochabamba, Bolivia.

## Participación en Ferias Internacionales del Libro
Argentina (Buenos Aires, Córdoba), Bolivia (Cochabamba, La Paz, Santa Cruz), Chile (Papudo, Santiago, Valparaíso), Panamá (Ciudad de Panamá), Perú (Cusco, Lima), Uruguay (Montevideo), 